# Brooktrails (Kalifornija)
Brooktrails je naseljeno područje za statističke svrhe u američkoj saveznoj državi Kalifornija. Prema popisu stanovništva iz 2010. u njemu je živjelo 3,235 stanovnika.